# Estação Tacubaya
A Estação Tacubaya é uma das estações do Metrô da Cidade do México, situada na Cidade do México, entre a Estação Juanacatlán, a Estação Observatorio, a Estação Constituyentes, a Estação San Pedro de los Pinos e a Estação Patriotismo. Administrada pelo Sistema de Transporte Colectivo, é uma das estações terminais da Linha 9, além de fazer parte da Linha 1 e da Linha 7.
Foi inaugurada em 20 de novembro de 1970. Localiza-se no cruzamento da Avenida Parque Lira com a Avenida Jalisco. Atende o bairro Tacubaya, situado na demarcação territorial de Miguel Hidalgo. A estação registrou um movimento de 33.692.967 passageiros em 2016.